# Абай (Железинский район)
Абай (каз. Абай) — село в Железинском районе Павлодарской области Казахстана. Входит в состав Башмачинского сельского округа. Код КАТО — 554237200.

## История
Основано в 1912 году как село Солдатагаш. В 1935 году организован колхоз имени Абая. В 1945 г. в 100-летие рождения Абая село было названо его именем. Позже отделение совхоза «Червоноукраинский».

## Население
В 1999 году население села составляло 171 человек (78 мужчин и 93 женщины). По данным переписи 2009 года, в селе проживало 85 человек (39 мужчин и 46 женщин).